# Canaan (personaggio biblico)
Canaan (in ebraico : כְּנַעַן / כְּנָעַן) è un patriarca citato nel libro della Genesi. Egli era figlio di Cam, a sua volta figlio di Noè.

## Storia
Un giorno Cam sorprese il padre addormentatosi completamente nudo e ne informò i fratelli Sem e Jafet, i quali mostrarono il giusto rispetto camminando all'indietro per coprire il padre con un mantello, in modo da non disonorarlo guardandone la nudità. Al suo risveglio Noè maledisse Cam e suo figlio Canaan dichiarandolo servitore di Sem. Questa narrazione è nota come la maledizione di Cam.
Un'interpretazione possibile è che Canaan abbia tentato di commettere un atto oltraggioso su Noè e che Cam, avendolo visto, invece di rimproverare il suo figlio cadetto, abbia raccontato il disonore del padre ai suoi due fratelli, Sem e Jafet.
Canaan dà il suo nome al "paese di Canaan", mentre i suoi tre fratelli Cush, Mizraim e Phut sono rispettivamente eponimi  dell'Etiopia, dell'Egitto e della Libia.
I figli di Canaan furono: Tsidone, Het, i Gebusiti, gli Amorrei, i Gergesei, gli Evei, gli Architi e i Sinei, gli Arvaditi, i Semariti e gli Amatiti

## Il paese di Canaan
Il nome di Canaan è antico e pare sia comparso nel III millennio a.C. Sono state trovate citazioni del suo nome su tavolette rinvenute in differenti regioni del Vicino Oriente antico (Antico Egitto, Mesopotamia, Siria) ov'essa appariva come entità politica distinta. Nella lingua ebraica della Bibbia essa prende talvolta il significato di mercante a causa della vicinanza con i Fenici che avevano la reputazione di commercianti in una gran parte del Vicino Oriente antico.. La storia di Canaan è anteriore all'arrivo dei popoli del Mare.
Le scoperte archeologiche condotte da Israël Finkelstein negli anni 1990 tenderebbero a provare che il paese di Canaan non fu conquistato militarmente, ma che la comparsa delle prime comunità israeliane sulle alture interne, verso il 1200 a.C., fa di questi ultimi dei gruppi di capostipiti essi stessi cananei probabilmente dissidenti, refrattari alla dominazione egiziana che imperversava allora. A partire dal momento in cui Israele emerse il termine Canaan iniziò a lasciare posto a tre nuovi termini a seconda delle regioni: la Fenicia designava il litorale nord, la Filistea designava il litorale sud e il Regno di Israele il territorio interno.